# گونگ مین جونگ
گونگ مین جونگ (کره‌ای: 공민정؛ زادهٔ ۳۰ سپتامبر ۱۹۸۶) بازیگر اهل کره جنوبی است. او به خاطر ایفای نقش در فیلم شبی تنها کنار دریا (۲۰۱۷) و مجموعه‌های تلویزیونی همسر آشنا (۲۰۱۸) و خوراکی شیرین (۲۰۲۰) شناخته می‌شود. شهرت او به خاطر حضور در مجموعه کمدی رمانتیک دهکده ساحلی چاچاچا (۲۰۲۱) افزایش پیدا کرد.

## فیلم‌شناسی

### مجموعه تلویزیونی
| سال  | عنوان                     | عنوان                    | نقش                  | توضیحات       | منابع        |
| سال  | فارسی                     | کره‌ای                    | نقش                  | توضیحات       | منابع        |
| ---- | ------------------------- | ------------------------ | -------------------- | ------------- | ------------ |
| ۲۰۱۷ | دمای عشق                  | 사랑의 온도              | سو یونگ              |               | [ ۷ ]        |
| ۲۰۱۷ | زندگی طلایی من            | 황금빛 내 인생           | سونگ می هون          |               |              |
| ۲۰۱۸ | همسر آشنا                 | 아는 와이프              | چوی هه جونگ          |               | [ ۸ ]        |
| ۲۰۱۸ | دراما استیج               | 문집                     | شین سو یی (بزرگسالی) | درام تک قسمتی | [ ۹ ]        |
| ۲۰۲۰ | خوراکی شیرین              | 야식남녀                 | یو سونگ گون          |               | [ ۱۰ ]       |
| ۲۰۲۰ | لطفاً با آن مرد ملاقات نکن | 제발 그 남자 만나지 마요 | تاک کی هیون          |               | [ ۶ ] [ ۱۱ ] |
| ۲۰۲۱ | دهکده ساحلی چاچاچا        | 갯마을 차차차            | پیو می سون           |               | [ ۱۲ ]       |
| ۲۰۲۲ | زنان کوچک                 | 작은 아씨들              | چوی ما ری            |               | [ ۱۳ ]       |
| ۲۰۲۲ | وکیل یک دلاری             | 천원짜리 변호사          | نا یه جین            |               | [ ۱۴ ]       |

### مجموعه اینترنتی
| سال  | عنوان       | عنوان                    | نقش             | عنوان         |
| سال  | فارسی       | کره‌ای                    | نقش             | عنوان         |
| ---- | ----------- | ------------------------ | --------------- | ------------- |
| ۲۰۱۷ | تب سبز      | 웹드라마 내일부터 우리는 | ماری            |               |
| ۲۰۱۸ | مدیریت عالی | 탑 매니지먼트            | کارمند جی‌تی‌بی‌اس | [ ۱۵ ] [ ۱۶ ] |
| ۲۰۲۰ | عشق من هولو | 나 홀로 그대             | چوی سونگ کوان   |               |